# Wen Zengxian
Wen Zengxian (junio de 1952 - Wuhan, China, 31 de enero de 2020) fue un político chino que se desempeñó como subdirector general del Departamento de Asuntos Civiles de la provincia de Hubei de 1997 a 2010.

## Biografía
Wen nació en junio de 1952 en el condado de Xinye, Henan. En abril de 1972, comenzó a trabajar en el equipo municipal de propaganda de Xiangfan. En enero de 1975, trabajó como empleado en la Oficina Municipal de Cultura de Xiangfan. Se unió al Partido Comunista de China en septiembre de 1976.
Wen ingresó a la Universidad de Wuhan en febrero de 1977, especializándose en lengua y literatura china. Después de obtener su licenciatura en enero de 1980, comenzó a trabajar en la División de Política del Departamento de Asuntos Civiles de la provincia de Hubei. Más tarde, se desempeñó como presidente de la Escuela de Administración Civil de Hubei (diciembre de 1988 a enero de 1993), director de la Oficina General del Departamento de Comercio Provincial de Hubei (enero de 1993 a junio de 1997), luego subdirector general del Departamento de Asuntos Civiles de Provincia de Hubei (junio de 1997-febrero de 2010). Fue nombrado inspector del Departamento de Asuntos Civiles desde febrero de 2010. También fue presidente de la Cámara de Comercio General de la Organización Social de Hubei.

## Muerte
Wen murió el 31 de enero de 2020 a los 67 años de edad, se sospechaba que su muerte fue causada por la nueva infección por COVID-19. Muchos medios chinos (incluidos Sina.com, Sohu, NetEase y Phoenix Television) informaron su muerte, sin embargo, la noticia se eliminó pronto debido a la censura en china.